# Saint-Méard-de-Drône
Saint-Méard-de-Drône là một xã, nằm ở tỉnh Dordogne vùng Aquitaine của Pháp. Xã này có diện tích 8,95 km², dân số năm 2004 là 465 người. Xã nằm ở khu vực có độ cao trung bình 60 m trên mực nước biển.

## Thông tin nhân khẩu
| Năm    | 1962 | 1968 | 1975 | 1982 | 1990 | 1999 | 2007 |
| ------ | ---- | ---- | ---- | ---- | ---- | ---- | ---- |
| Dân số | 379  | 327  | 364  | 403  | 451  | 433  | 465  |